# Poté
Poté är en kommun i Brasilien.   Den ligger i delstaten Minas Gerais, i den sydöstra delen av landet, 700 km öster om huvudstaden Brasília. Antalet invånare är 15 668.
Omgivningarna runt Poté är huvudsakligen savann. Runt Poté är det glesbefolkat, med 13 invånare per kvadratkilometer.